# Nijrab (district)
 (juillet 2024).
Si vous disposez d'ouvrages ou d'articles de référence ou si vous connaissez des sites web de qualité traitant du thème abordé ici, merci de compléter l'article en donnant les références utiles à sa vérifiabilité et en les liant à la section « Notes et références ».

Districts de la province de Kâpîssâ.

Nijrab est un district situé au centre de la province de Kâpîssâ. Il est bordé par les districts de Mahmud Raqi et Koh Band à l'ouest, Tagab au sud, Parwân au nord et Laghmân et Alasay à l'est. Son chef-lieu de district Nijrab est situé dans sa partie sud.

## Historique
Le Groupement tactique interarmes de Kapisa sous commandement de l'armée française y prend place depuis la Guerre d'Afghanistan (2001).

## Géographie
Le district est très accidenté et certaines parties ne sont pas accessibles par la route. Il a les plus hauts sommets de la région avec des montagnes à plus de 4 700 mètres, avec des neiges éternelles.
La population du district était de plus de 100 000 personnes dans les années 1950-60.
Il y a cinq larges vallées :
- Dara-e-Kalan,
- Dara-e-Ghaows,
- Daray-e-Pachaghan,
- Dara-e-Farokh Shah,
- Kharij Dara.

La population, en grande majorité, est tadjike et parle le persan, elle pratique l'hanafisme. La température est relativement chaude et la faune comprend des scorpions et des serpents.
L'eau y est abondante de par les nombreux cours d'eau qui descendent de l'Hindou Kouch.

## Éducation
Le district de Nijrab a 44 écoles qui accueillent des élèves des deux sexes. Des tensions, en avril 2008, contre les filles scolarisées aboutirent à des tentatives d'immolations.

## Économie
Le district est centré sur l'agriculture et le bétail.

## Districts
- Alasay
- Hesa Duwum Kohistan
- Koh Band
- Kohistan Hesa Awal
- Mahmoud Râqi
- Nijrab
- Tagab